# Yitzhak Hofi
Yitzhak Hofi (en hébreu : יצחק חופי), né le 25 janvier 1927 à Tel-Aviv-Jaffa sous le mandat britannique sur la Palestine, et mort le 15 septembre 2014 , est un général israélien. Il a été le directeur général du Mossad de 1974 à 1982.

## Biographie
Yitzhak Hofi est né à Tel Aviv en 1927. Il rejoint le Palmach et commanda une compagnie durant la guerre de 1948. Il continua de servir dans l’armée israélienne à plusieurs postes de commandement. 
Il fut à la tête du Commandement Nord (également nommé Patzan, pour la frontière nord avec la Syrie et le Liban) de l’armée israélienne durant la Guerre du Kippour en 1973 en tant que général. Il prévient quelques semaines avant le début de la guerre de la possibilité d'une attaque syrienne et tente de se renforcer face au plateau du Golan, mais cela se révélera insuffisant. À la suite de la Commission Agranat, David Elazar démissionne et Hofi le remplace temporairement. Refusant ensuite de travailler comme adjoint de Mordechai Gur (en) qui lui succède, il démissionne de l'armée. Yitzhak Rabin, élu peu après, le nomme alors chef du Mossad.
Les objectifs du Mossad étaient alors le renseignement et la lutte contre le terrorisme. Il en ajoute un troisième : la recherche d'options de paix, comme l'avait fait Meir Amit avant lui. Il parvient à organiser au Maroc des réunions avec l'Égypte, qui conduiront finalement au traité de paix israélo-égyptien. 
Il est considéré comme un des meilleurs dirigeants du Mossad, bien que sa gestion ne soit pas exempte de critiques, notamment son rapprochement avec les phalangistes.

### La prise d'otage du vol 139 Air France à Entebbe
Le 27 juin 1976, un commando composé de deux Palestiniens membres du Front populaire de libération de la Palestine et de deux Allemands de la Fraction Armée Rouge détourne l'Airbus A-300 du vol 139 d' Air France reliant Tel-Aviv à Paris. le détournement a lieu lors de l'escale de l'appareil à Athènes.
L'avion est dérouté à Entebbé en Ouganda où il atterrit sur le tarmac de l'aéroport international avec ses 244 passagers et 12 membres d'équipage. Les pirates bénéficient de la complicité du président ougandais Idi Amin Dada, et des forces armées Ougandaises. Parmi les otages on compte une centaine de ressortissants israéliens. En échange de leur libération, il est demandé une rançon et la libération de 53 prisonniers palestiniens, dont 39 sont incarcérés en Israël, les autres étant incarcérés en France, en Allemagne et en Suisse. Les otages et membres du personnel sont alors maintenu dans le hall de transit de l'aéroport. À ce moment, un tri est fait entre les ressortissants israéliens et les autres passagers du vol. les passagers non- juifs ou non-israéliens sont alors libérés. 
Israël, met en place un plan de sauvetage, il est à noter que  l'aéroport avait été construit par l'entreprise israélienne Solel Bohné et disposait ainsi d'une bonne connaissance des lieux en se basant sur les plans fournis par l'entreprise. 